# Valdecarros
Valdecarros település Spanyolországban, Salamanca tartományban. Valdecarros Larrodrigo, Navales, Aldeaseca de Alba, Pedrosillo de Alba, Gajates és Pedraza de Alba községekkel határos. Lakosainak száma 310 fő (2024).

## Népesség
A település népessége az elmúlt években az alábbi módon változott:
| Lakosok száma | 442  | 410  | 390  | 391  | 384  | 366  | 363  | 338  | 334  | 310  |
|               | 2001 | 2004 | 2007 | 2009 | 2012 | 2014 | 2017 | 2019 | 2022 | 2024 |